# Yolande Moreau
Yolande Moreau (nacida el 27 de febrero de 1953 en Bruselas) es una actriz, guionista y directora belga.
Trabajó como educadora y en teatro para niños. En 1982 escribió y protagonizó un show unipersonal con el que hizo giras por Europa y Canadá, A Dirty Business of Sex and Crime.
En 1989 se unió al grupo de Jérôme Deschamps y Macha Makeieff para el programa Les Deschiens.
Fue  protagonista en la película de 1985 Sin techo ni ley, (Sans toit ni loi) de Agnès Varda y se la recuerda como la portera en la película Amélie.
Saltó a la fama internacional en el 2004 con Quand la mer monte que escribió, dirigió y protagonizó ganando el Premio César a la mejor actriz.
En 2008 interpretó a la pintora naif Séraphine Louis en la película Séraphine de Martin Provost por la que volvió a ganar el Premio César y otros importantes lauros internacionales.
En el 2010 filmó Gainsbourg, una vida heroica (Serge Gainsbourg, vie héroïque) de Joann Sfar sobre Serge Gainsbourg donde interpreta a la legendaria cantante Fréhel.

## Premios
Premios César
| Año  | Categoría               | Película              | Resultado |
| ---- | ----------------------- | --------------------- | --------- |
| 2005 | Mejor actriz            | Quand la mer monte... | Ganadora  |
| 2005 | Mejor primera película  | Quand la mer monte... | Ganadora  |
| 2009 | Mejor actriz            | Séraphine             | Ganadora  |
| 2013 | Mejor actriz secundaria | Camille Redouble      | Nominada  |
| 2021 | Mejor actriz secundaria | La Bonne Épouse       | Nominada  |